# 오무라시
오무라시(일본어: 大村市)는 일본 나가사키현 중앙부에 있는 시이다. 동쪽에는 다라다케 현립공원(多良岳県立公園), 서쪽에는 오무라만(大村湾)이 있어 자연 자원이 풍부한 시이다. 또 나가사키 공항이 있어 나가사키현의 관문 역할도 한다.

## 개요
인구는 9만 명으로 소도시이지만 지속적으로 인구가 증가하고 있다. 현의 중심부에 위치하기 때문에 나가사키시, 사세보시로의 접근도 쉬워 주변 도시의 베드타운의 특징도 가진다. 현재도 그러한 경향이 두드러져 신흥 주택지와 대형 맨션 개발이 활발하게 이뤄지고 있다.
교통편은 JR, 버스, 항공, 선박 등 다양한 접근 수단이 있으며 편리한 교통편의 이점을 살려 이전보다 기업, 대학 유치에 힘을 쏟고 있다. 첨단기술단지 오무라를 시작으로 기업 유치가 증가하고 있지만 대학 유치의 부분에서는 현재 실적이 저조하다. 상업은 교외 지역에 대형마트 등이 진출해 있어 시내 중심부의 상권은 위축되어 있는 실정이다. 재정은 오무라 조정 경기장의 수입이 계속 감소하고 있어 넉넉하지는 않지만 다른 지역에 비해 화재, 사고, 범죄율은 비교적 낮다.

## 지리
다라 산계의 서쪽 경계 지역이며, 오무라만의 동해안에 위치한다. 오무라 평야는 나가사키현 내에서도 얼마 안되는 평지이기도 하다. 시 서부는 고리강, 다이조고강의 선상지 위에 있다. 평야부가 비교적 넓게 펼쳐져 있으며, 평야의 산간 지역은 완만한 기복을 이루고 있다. 동부는 해발 1,076m의 교가타케를 비롯해 다라 산계가 우뚝 솟아 있고 각 하천에 의해 형성된 깊은 골짜기가 있다.

### 인접한 자치체
- 나가사키현
  - 이사하야시
  - 히가시소노기군 히가시소노기정

- 사가현
  - 가시마시
  - 우레시노시
  - 후지쓰군 다라정

## 역사
오무라는 오무라번의 성시로 메이지 시대 이전까지 900년간 오무라씨의 지배하에 있었다. 도시는 무로마치 시대 후반에 상당한 규모의 외국 무역과 선교 활동이 이루어진 곳이었다. 이는 에도 막부의 쇄국 정책 이후 유일한 대외교역항이었던 나가사키의 데지마와 가까웠기 때문이다. 1868년부터 1945년까지 사세보 진수부의 일부로서 수많은 군사 시설들이 들어섰다.
1942년 2월 11일에 오무라시가 성립하였고 1944년 10월 25일 미군의 폭격으로 도시는 심하게 파괴되었다. 오무라만의 나가사키 공항 건설과 여러 공공 프로젝트는 전쟁 후에 도시의 회복을 도왔다.

## 교육
- 갓스이 여자대학(活水女子大学)

## 교통

### 공항
- 나가사키 공항

### 철도
- 규슈 여객철도 오무라선
  - 마쓰바라역 - 다케마쓰역 - 스와역 - 오무라역 - 이와마쓰역

|  |  |
|  |  |

### 도로
- 나가사키 자동차도
- 국도 34호선
- 국도 444호선

## 인구
| 연도                        | 인구   | ±%    |
| --------------------------- | ------ | ----- |
| 1960                        | 59,752 | —     |
| 1965                        | 56,425 | −5.6% |
| 1970                        | 56,538 | +0.2% |
| 1975                        | 60,919 | +7.7% |
| 1980                        | 65,538 | +7.6% |
| 1985                        | 69,472 | +6.0% |
| 1990                        | 73,435 | +5.7% |
| 1995                        | 79,279 | +8.0% |
| 2000                        | 84,414 | +6.5% |
| 2005                        | 88,040 | +4.3% |
| 2010                        | 90,528 | +2.8% |
| 2015                        | 92,757 | +2.5% |
| 2020                        | 95,397 | +2.8% |
| Ōmura population statistics |        |       |

## 기후
| 오무라시의 기후                                              | 오무라시의 기후 | 오무라시의 기후 | 오무라시의 기후 | 오무라시의 기후 | 오무라시의 기후 | 오무라시의 기후 | 오무라시의 기후 | 오무라시의 기후 | 오무라시의 기후 | 오무라시의 기후 | 오무라시의 기후 | 오무라시의 기후 | 오무라시의 기후 |
| 월                                                           | 1월             | 2월             | 3월             | 4월             | 5월             | 6월             | 7월             | 8월             | 9월             | 10월            | 11월            | 12월            | 연간            |
| ------------------------------------------------------------ | --------------- | --------------- | --------------- | --------------- | --------------- | --------------- | --------------- | --------------- | --------------- | --------------- | --------------- | --------------- | --------------- |
| 역대 최고 기온 °C (°F)                                       | 20.3 (68.5)     | 22.0 (71.6)     | 25.0 (77.0)     | 28.3 (82.9)     | 31.7 (89.1)     | 36.2 (97.2)     | 37.2 (99.0)     | 38.7 (101.7)    | 36.0 (96.8)     | 32.2 (90.0)     | 26.3 (79.3)     | 24.9 (76.8)     | 38.7 (101.7)    |
| 일평균 최고 기온 °C (°F)                                     | 10.5 (50.9)     | 12.0 (53.6)     | 15.5 (59.9)     | 20.3 (68.5)     | 24.6 (76.3)     | 27.3 (81.1)     | 30.8 (87.4)     | 32.6 (90.7)     | 29.3 (84.7)     | 24.5 (76.1)     | 18.6 (65.5)     | 12.9 (55.2)     | 21.6 (70.8)     |
| 일일 평균 기온 °C (°F)                                       | 6.7 (44.1)      | 7.6 (45.7)      | 10.7 (51.3)     | 15.2 (59.4)     | 19.7 (67.5)     | 23.3 (73.9)     | 27.1 (80.8)     | 28.3 (82.9)     | 25.0 (77.0)     | 20.0 (68.0)     | 14.4 (57.9)     | 9.0 (48.2)      | 17.3 (63.1)     |
| 일평균 최저 기온 °C (°F)                                     | 2.9 (37.2)      | 3.5 (38.3)      | 6.2 (43.2)      | 10.8 (51.4)     | 15.5 (59.9)     | 20.0 (68.0)     | 24.3 (75.7)     | 25.1 (77.2)     | 21.6 (70.9)     | 15.9 (60.6)     | 10.4 (50.7)     | 5.3 (41.5)      | 13.5 (56.2)     |
| 역대 최저 기온 °C (°F)                                       | −6.2 (20.8)     | −4.7 (23.5)     | −0.9 (30.4)     | 2.7 (36.9)      | 7.7 (45.9)      | 12.8 (55.0)     | 18.0 (64.4)     | 19.1 (66.4)     | 13.3 (55.9)     | 7.6 (45.7)      | 2.1 (35.8)      | −2.4 (27.7)     | −6.2 (20.8)     |
| 평균 강수량 mm (인치)                                        | 57.4 (2.26)     | 77.4 (3.05)     | 112.6 (4.43)    | 143.5 (5.65)    | 158.0 (6.22)    | 305.5 (12.03)   | 305.5 (12.03)   | 221.1 (8.70)    | 179.7 (7.07)    | 94.3 (3.71)     | 88.3 (3.48)     | 67.7 (2.67)     | 1,811.1 (71.30) |
| 평균 강수일수 (≥ 1.0 mm)                                     | 8.0             | 8.3             | 10.2            | 9.2             | 8.7             | 12.7            | 11.0            | 10.2            | 9.0             | 5.8             | 7.9             | 8.1             | 109.1           |
| 출처: 일본 기상청 (평년값: 1996년~2020년, 극값: 1996년~현재) |                 |                 |                 |                 |                 |                 |                 |                 |                 |                 |                 |                 |                 |

## 자매 도시
- 일본 아키타현 센보쿠시(구 가쿠노다테정, 1979년 7월 18일)
- 일본 효고현 이타미시(1980년 4월 17일)
- 중국 상하이시 민항구(1987년 9월 21일)
- 포르투갈 신트라(1997년 8월 21일)